# 沙勒罗瓦球场

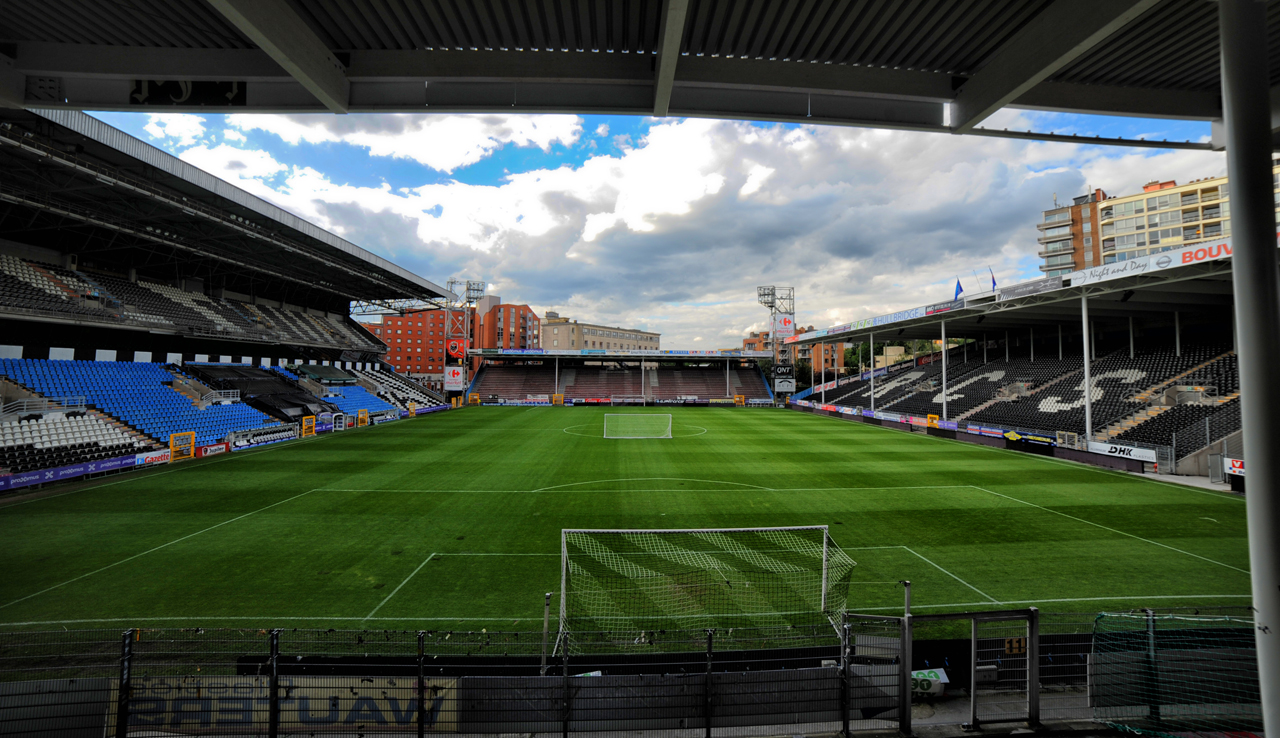
沙勒罗瓦球场

沙勒罗瓦球场（Stade du Pays de Charleroi）是比利时沙勒罗瓦的足球体育场。球场是为比利时荷兰联合举办的2000年欧洲足球锦标赛所翻新建造的，原址的旧体育场为Mambourg球场。球场是皇家沙勒罗瓦体育俱乐部的主体育场。球场在欧洲杯期间可容纳30,000名观众，但由于比利时本国联赛的低上座率球场将座位减少至24,891个。 

## 重要赛事
- 2000年欧洲锦标赛小组赛
  - 南斯拉夫 3 - 3 斯洛文尼亚
  - 英格兰 1 - 0 德国
  - 英格兰 2 - 3 罗马尼亚
- 2003-04 欧洲联盟杯
  - RAA路维热 0 - 0 本菲卡
- 2006年世界杯 -欧洲区预选赛小组赛
  - 比利时国家足球队 1 - 1 立陶宛国家足球队